# Piti Fernández
Juan Germán Fernández, conocido como Piti Fernández, (Caballito, Buenos Aires, 14 de noviembre de 1982) es un músico y compositor argentino, conocido por ser el cantante de la banda de rock argentina Las Pastillas del Abuelo.

## Biografía
Cursó sus estudios primarios y secundarios en la Escuela Mariano Acosta. Es hincha del Club Atlético Huracán y compuso temas para el club. A los 15 años descubre su vocación como músico, cuando sin saber nada de ella, le es de gran facilidad proyectarla y llevarla a cabo, la cual el músico simboliza con la anécdota de la interpretación de la famosa canción de Bob Marley: Redemption Song sin tener conocimiento alguno.
Proveniente de una familia de clase media, siempre fue un chico de barrio, lo cual se ve reflejado en numerosas letras de sus canciones, como por ejemplo en "Mi mama y mortadela", en la que describe su entorno más cercano, hoy denominados La 20.

## Trayectoria musical

### Las Pastillas del Abuelo
La banda se inició en el 2002. La fama del grupo, comenzó en internet. Logrando convertir su tema más conocido ,"El Sensei" la canción más bajada, y más reproducida de la web. Luego de algunos cambios de formación, quedó con la alineación actual. Debutaron masivamente en mayo de 2003 en Sadem, y en julio habían conseguido grabar su primer demo.
En septiembre de 2005 grabaron su primer disco: "Por Colectora". Con doce temas, es una demostración de la variedad de estilos que la banda ofrece: rock, country, jazz, reggae, chacarera y candombe y con letras que tratan de situaciones cotidianas, como la amistad, el amor y los vicios.
Gracias a un concurso radial ("El Bombardeo del Demo" del programa "Day Tripper" de la Rock & Pop), que les permitía a las bandas under darse a conocer, Las Pastillas tuvieron la oportunidad de presentarse en el Pepsi Music del 2005 y, en el verano del 2006, tocaron en el cierre del Gesell Rock como teloneros de Las Pelotas.
Desde entonces la banda actuó en localidades tan disímiles como Comodoro Rivadavia, Trenque Lauquen, Paraná, Ituzaingó, Areco, Córdoba, Río Cuarto, Avellaneda, Temperley, Rosario, La Plata, Moreno, San Miguel, Chivilcoy, Trenel, Jacinto Aráuz, Intendente Alvear, Gral. Pico, San Juan, Mendoza, Neuquén, Rivadavia, Campana, Florencio Varela, Santa Fe, Río Tercero, Villa Mercedes, Laboulaye, Bahía Blanca, Concepción del Uruguay.

## Influencia
Desde sus comienzos expreso su admiración con los cantantes Joaquín Sabina, José Carbajal, Sebastian Teysera y el Indio Solari. A pesar de ser tan diferentes aportaron no sólo a su labor, sino al placer de hacer música, al mostrar dos visiones totalmente diferentes. Juan los cita varias veces en sus letras, haciendo honor y referencia a sus puntos de vista y modalidades de expresión. Respeta por sobre todo la visión abstracta que proporciona El Indio y los hechos, lo concreto y lo pasional que tanto manifiesta Sabina. Encontrando como punto de congruencia el compartir con el otro y hacerlo público. Otra gran influencia para Juan fue el cantante compositor de la banda SUMO (Luca Prodan), durante toda su carrera musical.

## Vida personal
A mediados de diciembre de 2023, cuando Fernández participó en Párense de Manos como boxeador, al ganar la pelea le pidió casamiento a su prometida Sabrina ante más de 10 mil personas en el Estadio Luna Park.

## Filmografía
Fernández incursionó en la actuación debutando en la película "Motín en Sierra Chica" del año 2014, dirigida por Jaime Lozano.

## Discografía

### Con Las Pastillas del Abuelo
| Título                   | Fecha de publicación | Discográfica |
| ------------------------ | -------------------- | ------------ |
| Demo                     | 2003                 |              |
| Por Colectora            | 2005                 | 007 Records  |
| Las Pastillas del Abuelo | 2006                 | Crack Discos |
| Acústico                 | 2007                 | Crack Discos |
| Crisis                   | 2008                 | Crack Discos |
| Versiones                | 2010                 | Crack Discos |
| Desafíos                 | 2011                 | Crack Discos |
| El Barrio en sus puños   | 2014                 | Crack Discos |
| Paradojas                | 2015                 | Crack Discos |
| 2020                     | 2020                 | Crack Discos |

### Como Solista
| Título        | Año  | Discográfica | Tipo    |
| ------------- | ---- | ------------ | ------- |
| Conmigo Mismo | 2017 | Crack Discos | Estudio |
| Caminos Bríos | 2022 | SIENTO20     | Estudio |
| Tuertos Vivos | 2024 | SIENTO20     | Estudio |